# Red Transeuropea de Ferrocarril Convencional
La Red Transeuropea de Ferrocarril Convencional conforma, junto a la Red Transeuropea de Ferrocarril de Alta Velocidad, la  Red Transeuropea de Ferrocarril que a su vez es una de las Redes Transeuropeas de Transporte de la Unión Europea. 
Fue definida por la Directiva 2001/16/EC del Consejo del 19 de marzo de 2001.
El objetivo de dicha Directiva es lograr especificaciones técnicas de interoperabilidad del ferrocarril convencional europeo en las diversas etapas de diseño, construcción y operación de la red.
La red se define como un sistema que consta de un conjunto de infraestructuras, sistemas, instalaciones fijas, equipo logístico y material rodante.
Por definición de la decisión del Consejo la red ferroviaria convencional se puede subdividir en las siguientes categorías:
- Líneas previstas para el transporte de pasajeros..
- Líneas destinadas para el tráfico mixto (viajeros y mercancías).
- Líneas especialmente construidas o rehabilitadas para el tráfico de mercancías.
- Nodos (hubs) de viajeros.
- Centros de carga, incluidas las terminales intermodales.
- Líneas que conectan los componentes mencionados anteriormente.

Esta infraestructura incluye los sistemas de tráfico y el material rodante comprende todos los vehículos para circular por la totalidad o parte de la red ferroviaria transeuropea convencional.